# Pioneer CDJ-1000

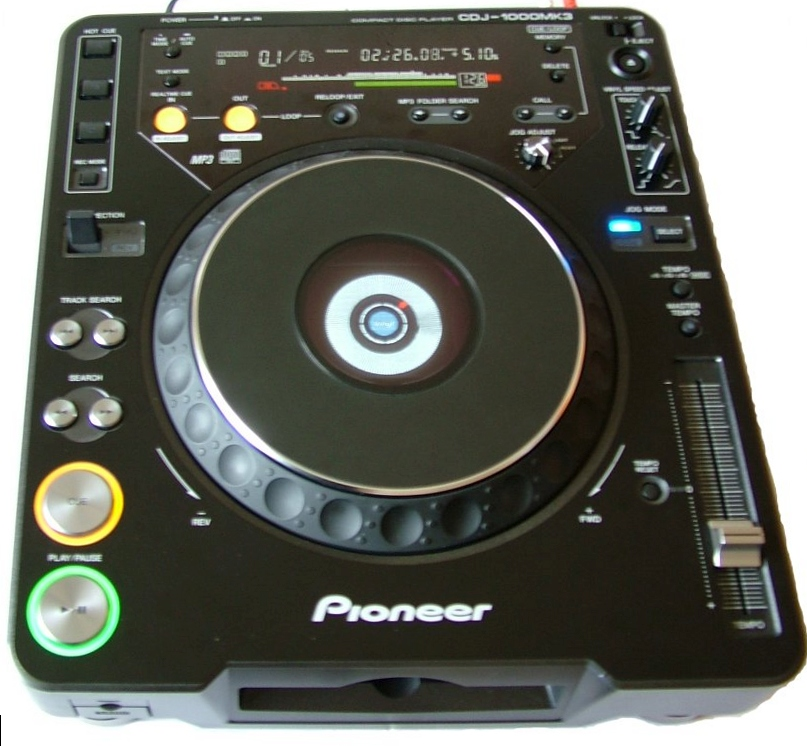
Pioneer CDJ-1000MK3, den senaste versionen av skivspelaren från 2006.

Pioneer CDJ-1000 var en skivspelare från japanska Pioneer Corporation som lanserades 2001. Den passar bland annat till företagets Pioneer DJM-800. Skivspelaren, som kunde spela CD-skivor, var ett DJ-set som ofta användes i klubbar och på discon.[källa behövs]
Dessa cd spelare har haft en stor betydelse för utvecklingen hos framförallt house (musikstil) där dessa är perfekta att mixa olika låtar på när man spelar live på tex nattklubbar.